# Alex Kidd (computerspelserie)
Alex Kidd is een computerspelserie van Sega die startte in 1986 en waarvan zes spellen in de serie zijn verschenen.

## Geschiedenis
Alex Kidd is de protagonist in diverse computerspellen die op verschillende platforms zijn uitgebracht, zowel als arcadespel en voor thuisconsoles. De populariteit van Alex Kidd bereikte haar hoogtepunt met de uitgave van het eerste spel in de serie, Alex Kidd in Miracle World uit 1986, dat ook later in 1990 als ingebouwd spel verscheen in de Sega Master System.

## Personage
Alex Kidd verschijnt in de spellen als een kleine jongen met grote oren en handen (enigszins aapachtig omdat hij is gebaseerd op Sun Wukong). Hij draagt een rode jumpsuit met gele schoenen. In het eerste spel gaat het verhaal dat hij als wees leeft op de Eternal-berg en hier traint in de Shellcore-techniek. In andere spellen blijkt hij ouders, een vriendin en een tweelingbroer te hebben.

## Gameplay
In de spelserie moet Alex Kidd proberen het eind van elk level te halen. Onderweg kan hij 'Baums' verzamelen, een valuta in Miracle World die gebruikt kunnen worden om extra levens, voorwerpen en voertuigen te kopen. De grootste tegenstander is Janken the Great (wiens naam is afgeleid van de Japanse naam voor steen, papier, schaar (jankenpon). In het spel Alex Kidd in the Enchanted Castle reist Kidd af naar Planet Paperock om zijn vader te zoeken. De planeet kreeg haar naam door inwoners die graag spelletjes steen, papier, schaar spelen. In Alex Kidd BMX Trial moet Kidd een hindernisbaan afleggen en in Alex Kidd in Shinobi World is hij een ninja.

## Ontvangst
Het eerste spel in de serie, Miracle World, ontving positieve recensies. IGN gaf het spel een 9,0 en benoemde het als beste speltitel voor de Sega Master System. Ook NintendoLife was positief en gaf de klassieker een score van 7/10. Kritiek was er op de matige en rommelige opvolgers in de serie. Uiteindelijk heeft Sega de serie stopgezet ten gunste van hun nieuwe mascotte: Sonic the Hedgehog.

## Spellen in de serie
- Alex Kidd in Miracle World, Master System (1986)
- Alex Kidd: The Lost Stars, Arcade (1986), Master System (1988)
- Alex Kidd BMX Trial, Master System (1987)
- Alex Kidd: High-Tech World, Master System (1987)
- Alex Kidd in the Enchanted Castle, Mega Drive (1989)
- Alex Kidd in Shinobi World, Master System (1990)